# Webisod
Un episod web sau webisod (contaminare între web și episod) este un episod al unui serial care este distribuit ca parte dintr-un serial web sau televiziunii pe internet. Acesta este de asemenea disponibil pentru descărcare sau pentru streaming, spre deosebire de difuzarea inițială prin radioteleviziune sau prin televiziune prin cablu. Formatul poate fi utilizat drept previzualizare, material promoțional, parte dintr-o colecție de episoade scurte sau drept reclamă. Un webisod poate sau nu poate fi difuzat pe televizor. Ceea ce îl definește este distribuirea sa pe internet sau prin site-uri de distribuire video, precum YouTube sau Vimeo. Deși nu există un standard pentru durata unui webisod, majoritatea webisoadelor sunt relativ scurte, în general de 3-15 minute. O fi un singur episod, dar împreună formează un serial web.

## Istoric
Webisoadele au devenit din ce în ce mai frecvente, ceea ce implică faptul că publicul se îndepărtează dincolo de desingul televiziunii gratuite. Această eră a fost influențată de noile formate media precum internetul. Tendințele contemporane indică faptul că internetul a devenit modul dominant pentru a accesa conținut media. În 2012, Nielsen Company a raportat faptul că numărul caselor americane cu acces la televiziune a fost în scădere pentru al doilea an consecutiv, ceea ce arată că telespectatorii se îndepărtează de televiziunea difuzată. Era post-difuzării este cel mai bine definită ca întruchiparea unui spațiu media complex care nu poate fi menținut de televiziunea difuzată; în urma sa, popularitatea webisoadelor s-a extins deoarece internetul a devenit o potențială soluție ale problemelor televiziunii prin combinarea comunicării interpersonale și a elementelor multimedia alături de programele de divertisment.
Aceste seriale web originale sunt un mijloc de a monetiza această audiență de tranziție și a produce noi celebrități, atât independente pe internet, cât și lucrând în concordanță cu fostele standarde ale industriei media. Conținutul s-a mutat pe internet nu prin site-urile convenționale de marcă ale mass-media, ci prin servicii video precum YouTube; distribuția de televiziune are loc din ce în ce mai mult prin marketing viral, decât prin difuzare, rețele precum cele disponibile prin bloguri sau al serviciilor de rețele sociale. Webisoadele sunt de asemenea remarcate pentru utilizarea sa a internetului pentru schimbul suplimentar de informații, știri și bârfe despre seriale pe diferite rețele sociale.

## Utilizări în marketing
Webisoadele sunt parte a unei tendințe numită divertisment de brand, care se dezvoltă datorită creșterii cererii pentru vânzători să găsească noi metode de a ajunge la consumatori într-o eră în care media tradițional își pierde spectatorii internetului social. Companiile creează atenție online utilizând marketingul digital pentru a crea comunități de brand ca o destinație. Webisoadele sunt de obicei utilizate de vânzători să formeze aceste destinații.
În 2006, de exemplu, antreprenorul hip-hop Sean Combs, cunoscut și ca P. Diddy, și-a început propriul canal de YouTube numit „DiddyTV”, pe care l-a utilizat să posteze webisoade și să realizeze blogging despre viața lui în turneu. Acesta și-a construit publicitate în jurul serialului web utilizându-și site-urile social media, precum Myspace, ca să direcționeze utilizatorii către canalul său de YouTube. Webisoadele lui Combs au fost sponsorizate de Burger King, care a utilizat serialul web să creeze o comunitate de brand.
În 2007, Mini Cooper a inițiat o campanie de marketing online pentru a-și promova noile vehicule. Campania a consistat din șase webisoade, fiecare cu o durată de patru minute. Noi episoade erau publicate săptămânal pe site-uri precum YouTube. Serialul a fost copie al serialului de televiziune retro, Starsky și Hutch și a fost intitulat „Hammer & Coop”. Serialul a relatat povestea unui personaj din anii 1970 numit Hammer și a mașinii sale numite Coop, în timp ce prezenta îmbunătățirile interiorului noului Mini Cooper.
În 2011, Jeff Schroeder, cunoscut pentru rolul său în reality show-ul The Amazing Race, a asistat AT&T cu o schemă de marketing digitală bazată pe webisoade. Campania l-a urmat pe Schroeder în jurul lumii, timp de 100 de zile, utilizând doar telefonul și netbook-ul său.

## Seriale web de comedie
Unele dintre cele mai remarcabile webisoade sunt comediile originale create pentru o audiență digitală. Comediile originale au devenit genul preferat pentru webisoade deoarece aceastea oferă un format cu buget redus pentru experimentare și rezultate prompte. Aceste comedii web originale sunt o modalitate de a monetiza audiența.
Modelul site-ului popular Funny or Die este în totalitate bazat pe distribuirea unei varietăți de seriale web de comedie originale. Comedianții Will Ferrell și Adam McKay au început această inițiativă cu serialul lor web despre un proprietar vulgar de doi ani. Serialul a fost urmărit de peste 50 de milioane de ori pe Funny or Die și a făcut ca site-ul să câștige peste 50 de milioane de dolari anual. Funny or Die a primit o atenție serioasă de la principalele posturi de televiziune, rezultând un parteneriat cu HBO și crearea programului „Funny or Die prezintă”, care și-a difuzat primul episod pe HBO în februarie 2010 și a prezentat webisoade care au rulat deja pe site.